# Becca de Lovégno
Becca de Lovégno är en bergstopp i Schweiz. Den ligger i distriktet Hérens och kantonen Valais, i den södra delen av landet, 90 km söder om huvudstaden Bern. Toppen på Becca de Lovégno är 2 820 meter över havet.